# Contea di Brunswick (Carolina del Nord)
La contea di Brunswick, in inglese Brunswick County, è una contea dello Stato della Carolina del Nord, negli Stati Uniti. La popolazione al censimento del 2000 era di 73 143 abitanti. Il capoluogo di contea è Bolivia.

## Storia
La contea di Brunswick fu costituita nel 1764.